# NGC 4794
NGC 4794 (również PGC 44012) – galaktyka spiralna z poprzeczką (SBa), znajdująca się w gwiazdozbiorze Kruka. Odkrył ją William Herschel 27 marca 1786 roku.